# Ludwig Merz (Fußballspieler)
Ludwig Merz (* 7. September 1923) ist ein ehemaliger deutscher Fußballspieler. Der Defensivspieler hat von 1945 bis 1959 für den 1. FC Schweinfurt 05 in der seinerzeit erstklassigen Oberliga Süd 384 Ligaspiele absolviert und dabei fünf Tore erzielt. Er ist damit der Oberligarekordspieler der Nullfünfer aus Schweinfurt.

## Karriere
Der großgewachsene Ludwig „Lubber“ Merz kam über den Schweinfurter Stadtteilverein TV Oberndorf zum ehemaligen Gauligisten 1. FC Schweinfurt 05. Er spielte bereits im ersten Jahr der Oberliga Süd, 1945/46, an der Seite von Mitspielern wie Andreas Kupfer, Albin Kitzinger, Jakob Lotz, Paul Gorski, Rolf Baier, Fritz Käser, Karl Kupfer und „Molli“ Kupfer. Mit der Mannschaft aus der unterfränkischen Industriestadt spielte der anfängliche Verteidiger und spätere langjährige Mittelläufer im damaligen WM-System 14 Jahre durchgehend in der höchsten Liga von Süddeutschland. Als 35-jähriger Routinier beendete er nach der Saison 1958/59 – er hatte im Jahr nach der Weltmeisterschaft 1958 in Schweden nochmals 26 Ligaspiele absolviert – seine höherklassige Laufbahn.
Herausragend waren die Duelle gegen die zwei mittelfränkischen Clubs der SpVgg Fürth und des 1. FC Nürnberg. Als Glanzstück des FC 05 galt von jeher die Abwehr sowie eine hervorragende Läuferreihe. An der Seite der beispielgebenden Ex-Nationalspieler Albin Kitzinger, Andreas Kupfer und ab 1946 von Robert Bernard, entwickelte sich Merz über die Jahre selbst zu einer Säule des Schweinfurter Spiels und wurde zum Rückhalt und Pfeiler der spieltragenden Defensive der Grün-Schwarzen aus dem Willy-Sachs-Stadion. Als zum Beispiel 1949/50 Merz alle 30 Punktspiele absolviert hatte und die Nullfünfer den zwölften Rang belegt hatten, geschah dies mit 38:38 Toren. Die SpVgg Fürth wurde mit 39 Gegentoren Meister der Oberliga Süd. Merz selbst erfuhr durch den Einsatz im Finale des Länderpokals 1949/50 in der Auswahl des Bayerischen Fußball-Verbandes, am 19. März 1950 in Stuttgart vor 89.000 Zuschauern, eine Bestätigung seiner herausragenden Defensivleistung. Beim 2:0-Erfolg gegen die Pfalz – bei den Mannen um Werner Baßler, Werner Kohlmeyer, Werner Liebrich, Georg Gawliczek und Ottmar Walter fehlte der verletzte Spielmacher Fritz Walter – war er als linker Verteidiger im Einsatz und Mittelstürmer Horst Schade erzielte beide Tore. Als Merz und seine Mitspieler 1951/52 mit dem 14. Rang gerade noch den Abstieg verhindern konnten, hatten die „Schnüdel“ mit 32 Toren die wenigsten der gesamten Liga erzielt. In der folgenden Runde, 1952/53, schob sich Schweinfurt mit 40 Toren auf den fünften Rang der Abschlusstabelle, die TSG Ulm 1846 als Absteiger auf dem 16. Rang landend, hatte 41 Tore erzielt. 
Sein bestes Rundenabschneiden mit Schweinfurt erlebte Merz unter Trainer Fritz Teufel in der Saison 1954/55, als die Nullfünfer punktgleich mit Vizemeister SSV Reutlingen den dritten Rang erreichten. In die Runde waren die Unterfranken am 22. August 1954 beim Karlsruher SC mit einer 2:8-Niederlage gestartet. Nach der Hinrunde stand Merz mit seiner Elf mit 15:15 Punkten auf dem achten Rang. In der Rückrunde wurden mit 27:18 Toren 22:8 Punkte geholt und damit der dritte Rang erreicht. Herausragend waren dabei die Duelle des Schweinfurter Abwehrchefs mit den Torjägern im Süden: Ernst-Otto Meyer, Lothar Grziwok, Helmut Preisendörfer, Horst Schade und Ulrich Biesinger.
Sein letztes Oberligaspiel absolvierte „Lubber“ Merz am 5. April 1959 beim 3:2-Heimerfolg gegen den BC Augsburg, wo er es nochmals mit deren Offensivassen Biesinger und dem jungen Helmut Haller zu tun hatte. Schweinfurt belegte unter Trainer Fritz Käser – zuvor langjähriger Torhüter der 05er – den zehnten Rang und Merz hatte seine letzten 26 Ligaspiele von insgesamt 384 für Schweinfurt bestritten.
Seine Klasse wurde durch die zwei Repräsentativeinsätze für Süddeutschland am 20. April 1952 gegen Berlin (2:1) und am 7. August 1955 in Hamburg bei der 3:4-Niederlage gegen Norddeutschland bestätigt. In Hamburg bildete er zusammen mit Torhüter Karl Bögelein, Verteidigerkollege Erich Retter und der Läuferreihe mit Robert Schlienz, Rudolf Hoffmann und Karl Mai die Abwehr von Süddeutschland.